# Vila Pouca de Aguiar
Vila Pouca de Aguiar is een gemeente in het Portugese district Vila Real.
De gemeente heeft een totale oppervlakte van 437 km² en telde 14.998 inwoners in 2001.

## Plaatsen in de gemeente
- Afonsim
- Alfarela de Jales
- Bornes de Aguiar
- Bragado
- Capeludos
- Gouvães da Serra
- Lixa do Alvão
- Parada de Monteiros
- Pensalvos
- Sabroso de Aguiar
- Santa Marta da Montanha
- Soutelo de Aguiar
- Telões
- Tresminas
- Valoura
- Vila Pouca de Aguiar
- Vreia de Bornes
- Vreia de Jales